# 사라 시돈스
사라 시돈스(Sarah Siddons, 본명 켐블(Kemble), 1755년 7월 5일 – 1831년 6월 8일)은 웨일스 배우이자 18세기 가장 잘 알려진 비극 배우였다. 동시대 비평가 윌리엄 해즐릿은 시돈스를 "비극의 의인화"라고 불렀다.
그녀는 존 필립 켐블, 찰스 켐블, 스티븐 켐블, 앤 해튼, 엘리자베스 휘틀록의 언니이자 패니 켐블의 고모였다. 그녀는 윌리엄 셰익스피어의 작품인 맥베스 부인 역할을 가장 잘 소화한 것으로 유명했다.
1952년에 설립된 사라 시돈스 협회는 매년 시카고에서 뛰어난 여배우에게 사라 시돈스 상을 수여하고 있다.

## 배경
18세기는 "확실히 현대적인 유명인 문화의 출현"을 알렸고, 시돈스는 그 중심에 있었다. 초상화는 귀족 복장을 한 여배우들을 묘사했으며, 최근 산업화된 신문들은 여배우들의 이름과 이미지를 퍼뜨리고 그들의 사생활에 대한 가십을 대중에게 퍼뜨렸다. 시돈스가 연기하는 것을 실제로 본 사람은 거의 없었지만, 그녀의 이름은 "관중들이 이미 그녀를 아는 것처럼 행동할 정도"로 널리 알려졌다.
귀족처럼 연기하는 여배우들은 대중의 눈에 여배우와 귀족 사이의 차이를 줄였고, 많은 여배우들이 막대한 돈을 벌었다. 이것이 여배우들에게 더 많은 통제권을 주었음에도 불구하고, 여성들은 여전히 "여성성의 극단적인 표현으로 여겨졌다 – 그들은 선하거나 악하거나, 희극적이거나 비극적이거나, 매춘부이거나 처녀이거나, 정부이거나 어머니였다." 무대 위의 역할과 개인적인 삶은 모호해졌고, 많은 여배우들이 이러한 극단적인 여성성의 표현을 사용하여 무대 안팎에서 모두 볼 수 있는 페르소나를 만들었다.

## 생애

### 어린 시절
시돈스는 웨일스 브레크녹셔의 브레콘에서 가톨릭 신자였던 로저 켐블과 개신교 신자였던 사라 "샐리" 워드의 장녀 사라 켐블로 태어났다. 사라와 그녀의 자매들은 어머니의 신앙으로 자랐고, 오빠들은 아버지의 신앙으로 자랐다. 로저 켐블은 순회 극단인 워릭셔 코미디언즈의 단장이었다.
극단에는 켐블가의 대부분의 구성원이 포함되어 있었지만, 시돈스의 부모는 처음에는 그녀의 직업 선택을 반대했다. 당시 연기는 여성에게 겨우 존경받는 직업이 되기 시작하고 있었다.
1770년부터 1773년 결혼할 때까지, 시돈스는 워릭 근처 가이즈 클리프의 레이디 메리 버티 그레이트히드의 레이디 메이드로, 나중에는 동반자로 일했다.:3 레이디 그레이트히드는 제2대 앵커스터와 케스테벤 공작 퍼레그린 버티의 딸이었다. 그녀의 아들 버티 그레이트히드는 시돈스와 가족의 우정을 이어간 극작가였다.:18

### 초기 경력: 런던에서의 성공 전

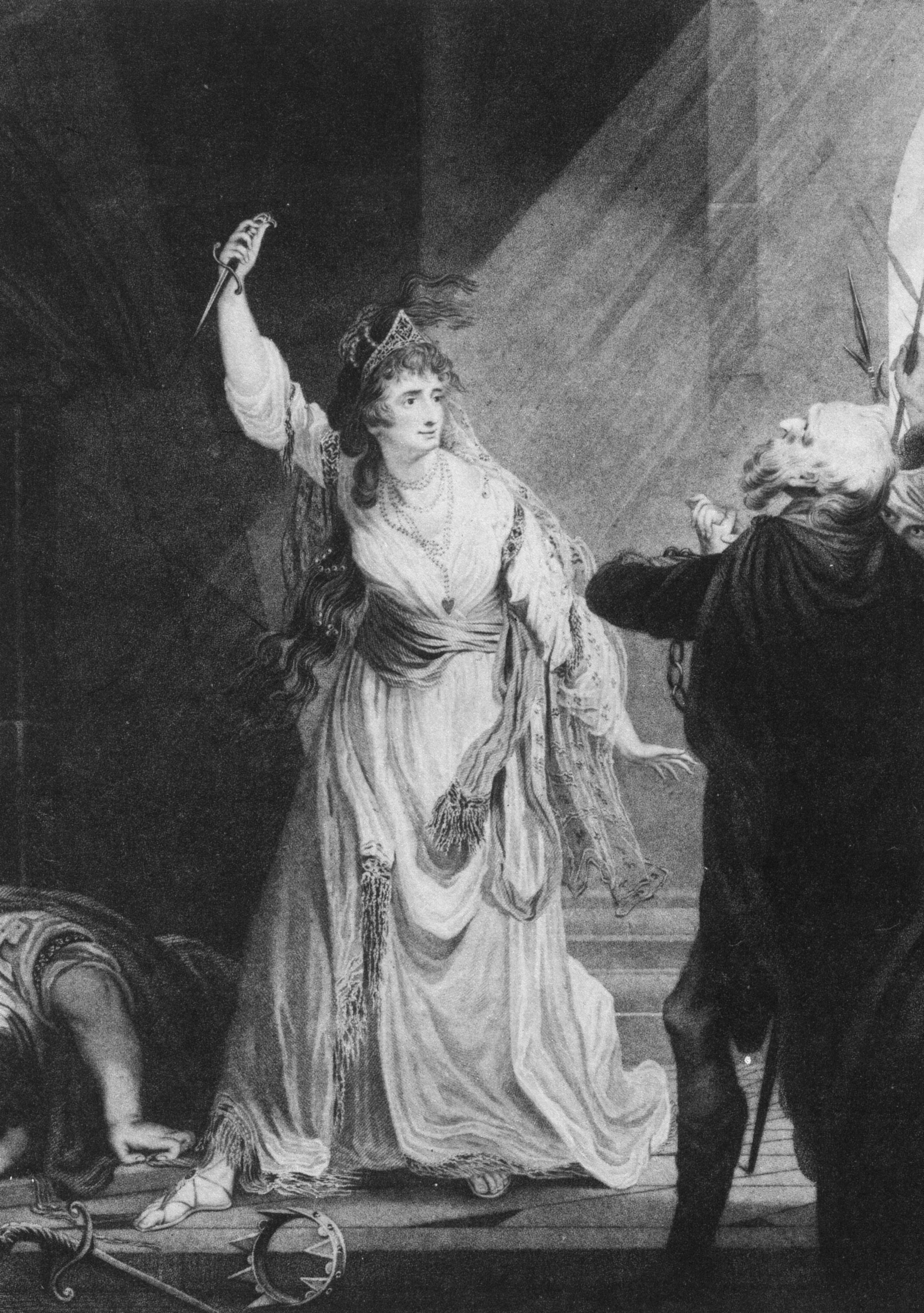
아서 머피의 《그리스의 딸》에서 유프라시아 역을 맡은 사라 시돈스, 드루리 레인 왕립극장, 1782년

1774년 시돈스는 토머스 오트웨이의 《베니스의 보존》에서 벨비데라 역으로 첫 성공을 거두었다. 이로 인해 그녀는 데이비드 개릭의 주목을 받게 되었고, 개릭은 그녀가 니콜라스 로의 《미인 회개자》에서 칼리스타 역을 연기하는 것을 보기 위해 부하를 보냈다. 그 결과 그녀는 드루리 레인 왕립극장에 출연하게 되었다. 경험 부족 및 기타 상황으로 인해, 그녀의 첫 포셔 역 및 다른 역할들은 잘 받아들여지지 않았고, 그녀는 드루리 레인 극장 매니저로부터 그녀의 서비스가 더 이상 필요하지 않다는 통지를 받았다. 그녀의 말에 따르면, 그녀는 "명성과 재산을 위한 가치 없는 후보로서 드루리 레인에서 추방되었다".
드루리 레인에서 풀려난 후, 시돈스는 즉시 버밍엄 왕립극장의 매니저인 리처드 예이츠에게 고용되었다. 1776년 여름, 존 헨더슨은 시돈스의 공연을 보게 되었다. 그는 즉시 그녀의 탁월함에 감탄했고, 그녀를 능가할 자는 없을 것이라고 단언했다. 그는 더 나아가 바스 왕립극장의 매니저인 팔머에게 지체 없이 그녀를 고용하라고 직접 편지를 썼다. 헨더슨의 편지를 보낼 당시 시돈스에게 가능한 역할이 없었기 때문에 팔머는 즉시 그의 조언을 따를 수 없었다.
1777년, 그녀는 지방에서 "순회 공연"을 시작했다. 다음 6년 동안 그녀는 특히 요크와 바스를 포함한 지방 극단에서 일했다. 바스의 올드 오차드 스트리트 극장에서의 첫 출연은 1778년 가을이었고, 주급은 3파운드였다 (2020년 기준 £391에 해당, 또는 대략 $521). 그녀의 공연이 더 잘 알려지면서 이 금액은 늘어났고, 그녀는 존 팔머가 운영하는 브리스틀의 킹 스트리트 왕립극장 (현재 브리스틀 올드 빅이 위치한 곳)에서도 출연하기 시작했다. 시돈스는 1782년 5월 바스에서의 마지막 공연까지 바스의 더 패러건 33번지에 있는 조지 왕조 양식의 집에서 남편과 아이들과 함께 살았다.
브리스틀과 바스에 작별 인사를 하기 위해 시돈스는 유명한 '세 가지 이유' 연설을 했다. 자신이 직접 쓴 연설에서 시돈스는 말 그대로 세 자녀를 떠나는 세 가지 이유로 제시했다. 그녀는 '이 아이들이 나를 당신 곁에서 떠나게 하는 몰들입니다. / 내가 뿌리내리고 죽을 수 있었던 곳에서. / 나와라, 요정들아, 그리고 너희 어머니의 사정을 변호해라'라고 말했다. 이 연설 전문은 1782년 7월 4일 《바스 크로니클 앤 위클리 가제트》에 실렸다.
자신의 모성을 내세우는 것은 그녀가 경력 내내 사용했던 방식인데, 특히 1782년 10월 10일 드루리 레인에서의 다음 공연에서 두드러졌다. 그 공연은 그녀의 데뷔 공연과는 비교할 수 없을 정도로 달랐다. 그녀는 토머스 서던의 연극을 개릭이 각색한 《이사벨라, 또는 비극적인 결혼》에서 주연을 맡아 즉시 센세이션을 일으켰다. 그녀의 연기는 너무나 훌륭해서 "그녀의 가슴 아픈 가정 비극의 구현은 센세이션을 일으켰고, 관객을 눈물바다로 만들고 비평가들을 과장된 찬사로 흥분시켰다."

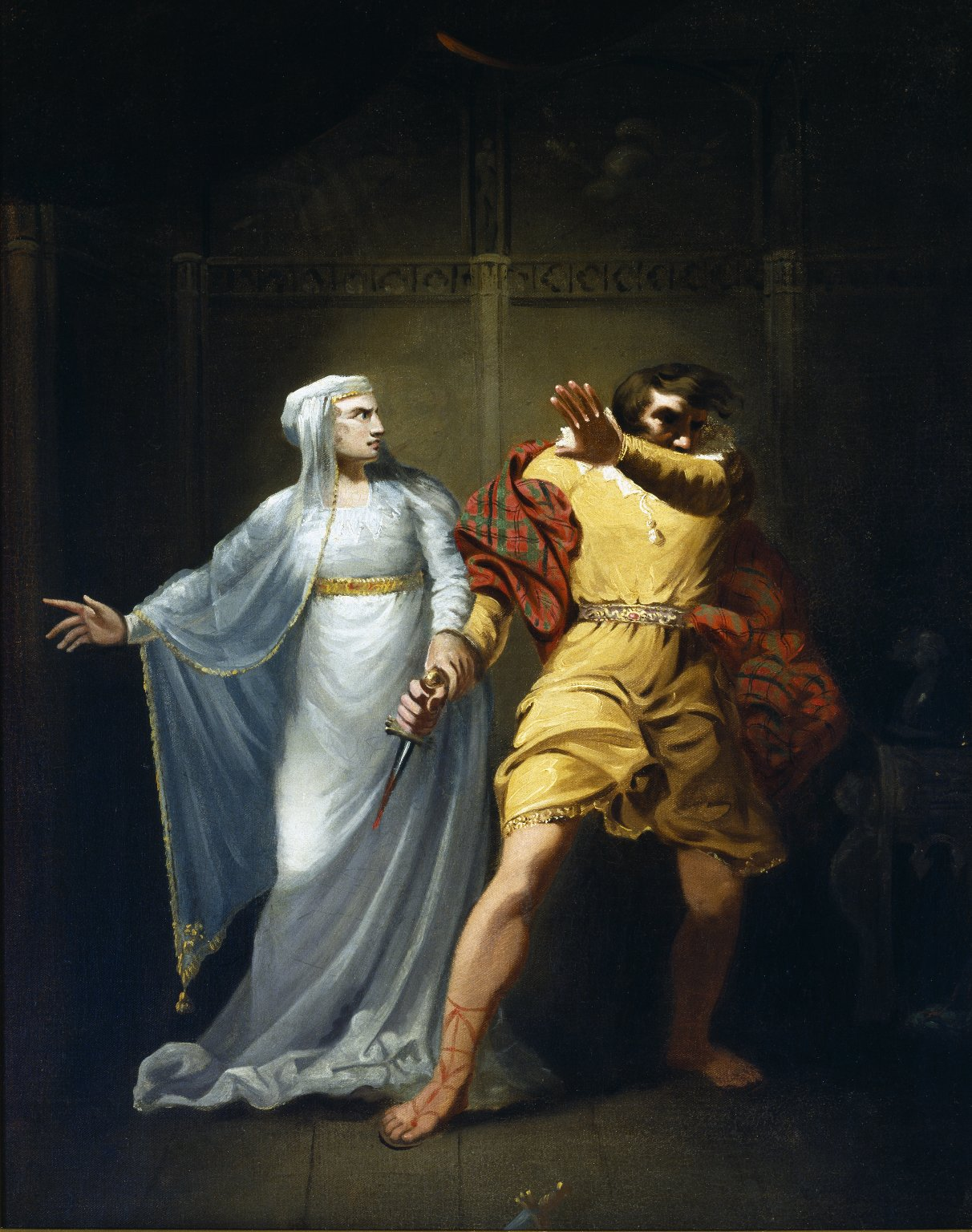
로버트 스미크의 《맥베스 부인 역의 사라 시돈스》, c. 1790–1810

### 중년 경력: 주요 역할
시돈스는 지방에서 계속해서 연기했으며, 1786년 리즈의 리드 극장에서 출연하여 각 역할에 대한 철저한 이해를 보여주었다. 특히 맥베스 부인과 이사벨라 역을 통해 시돈스는 캐릭터 접근 방식에 새로운 길을 제시했다. 시돈스는 당대의 연극적 전통을 넘어 텍스트의 정확성을 발명하고 홍보한 것으로 평가받았다: "시돈스는 대본 전체를 숙지하고, 전체 연극을 듣기 위해 무대 뒤에 앉아 있었으며, 상대역 배우와 연기를 도울 수 있는 텍스트 단서에 세심한 주의를 기울이는 점에서 독특했다."
그녀의 가장 유명한 역할은 1785년 2월 2일에 처음 공연한 맥베스 부인이었다. 그녀는 맥베스 부인의 살인적인 열정을 표현하며 감정의 웅장함으로 관객을 매료시켰다. 시돈스는 맥베스 부인을 살인적인 악녀 여왕으로 묘사하기보다는 강한 모성애와 섬세한 여성성을 지닌 인물로 그렸다.
자신의 "맥베스 부인 캐릭터에 대한 발언"에서 언급했듯이, 시돈스는 이 역할에서 미발견된 연약함을 발견했다. "그녀는 '나는 젖을 주었다' 독백에서 '아기를 갈망하는 어머니의 부드러운 암시'를 읽었다. 따라서 맥베스 부인 역에서 시돈스는 자신의 연기 능력을 최대한 발휘할 수 있었다. 그녀는 키가 크고 눈에 띄는 몸매, 눈부신 아름다움, 강력하게 표현적인 눈, 그리고 위엄 있는 태도를 가지고 있었으며, 이로 인해 그녀는 이 캐릭터를 자신만의 것으로 만들 수 있었다."
맥베스 부인 이후 그녀는 데스데모나, 로잘린드, 오필리아, 볼룸니아 역을 모두 크게 성공적으로 연기했지만, 그녀의 연기력에 거의 맥베스 부인만큼 잘 맞는 역할을 발견한 것은 헨리 8세의 캐서린 여왕 역이었다. 그녀는 한때 새뮤얼 존슨에게 캐서린이 가장 자연스러웠기 때문에 가장 좋아하는 역할이었다고 말했다.

#### 햄릿 역
사라 시돈스는 30년 넘게 햄릿 역을 여러 번 연기했다. 19세기 초까지 "햄릿은 셰익스피어의 가장 상징적인 인물 중 하나가 되었다". 이 역할을 맡기로 한 그녀의 선택은 흥미로웠는데, 성별 교차 역할은 "바지 역할보다 일반적으로 더 어렵고 까다로웠기 때문이다". 연기자는 캐릭터가 반대 성별을 제대로 표현하지 못해 코믹한 성공을 거두는 바지 역할과 달리 연극 전체 동안 환상을 유지해야 했다. 
단발성 호기심과는 거리가 멀게도 "시돈스는 햄릿을 30년 동안 간헐적으로 반복해서 연기했으며, 50세가 될 때까지 항상 지방에서 연기했고 런던에서는 결코 연기하지 않았다". 사라 시돈스는 1775년 워체스터에서 처음 햄릿을 연기했고, 1777년 3월에는 맨체스터에서 오빠 존 필립 켐블과 함께 라에르테스 역으로 출연했다. 브리스틀 극장에서는 1781년에 햄릿을 연기했다. 그녀는 계속해서 리버풀에서 이 역할을 반복했다. 더블린에서는 1802-03 시즌과 1805년에 한 번 더 햄릿을 연기했다. 그녀는 마지막 공연을 친구이자 동료 배우인 윌리엄 갈린도에게 햄릿 역은 자신, 라에르테스 역은 갈린도로 하여 1802년 성공적인 공연의 재연으로 제안했다. 이 1805년 재연 공연은 5년 후인 1810년 《더블린 사티리스트》에 풍자화로 실릴 만큼 인상적이었다.

### 유명세

#### 유명인 페르소나와 "여성 스타"

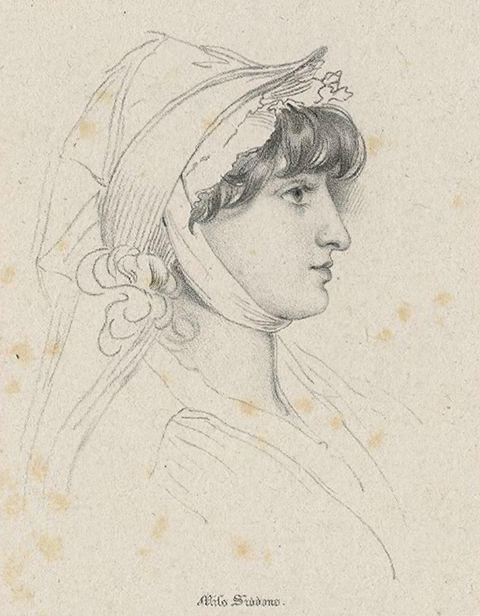
사라 시돈스, J. 디킨슨 작

그녀는 드루리 레인의 논쟁의 여지가 없는 여왕이 된 20년의 시작이었다. 그녀의 유명세는 "신화적"이고 "기념비적"이라고 불렸고, 1780년대 중반까지 시돈스는 문화적 아이콘으로 자리매김했다. 하지만 그녀의 도상학과 유명인으로서의 이미지를 만드는 방식은 다른 여성 배우들과는 크게 달랐다. 로라 엥겔에 따르면, 시돈스는 여배우들을 위한 새로운 여성성 범주인 "여성 스타"를 발명했다. "무대에서 연기하는 캐릭터와 무대 밖에서의 자신(당시의 많은 초상화가 그러하듯)을 교묘하게 모호하게 만듦으로써" 시돈스는 그녀의 팬들에게 이중성을 선보일 수 있었다. 동시에 그녀는 "신성함과 평범함, 가정적이고 권위적이며 환상적이고 현실적인" 모습을 모두 투영했다.
그녀는 성적인 방종에 대한 주장을 피했고, 경력에 대한 유일한 손상은 말년에 그녀의 신체적 쇠퇴와 비만을 자세히 묘사하는 풍자화와 풍자 인쇄물이 등장했을 때 직면했다. 시돈스의 사생활과 공적인 페르소나의 붕괴를 분석하면서 시어러 웨스트는 시돈스의 오빠이자 배우 겸 극장 지배인인 존 필립 켐블이 그녀의 여성다운 품위라는 명성에 해를 끼칠 수 있는 "무례함[과] 성적인 부적절함을 완화하기 위해 일부 연극의 구절을 실질적으로 다시 썼다"고 썼다.
시돈스는 자신의 유명인 페르소나를 통제하고 "다양한 시각 자료를 통해 대중 이미지를 조작하는" 독특한 능력을 가지고 있었다. 일부 학자들은 시돈스의 명성과 성공이 노력 없이 이루어진 것처럼 보였지만, 실제로는 "고도로 구성된 과정"이었다고 믿는다. 이로 인해 그녀는 성공했지만 "대중이 자신을 인정하거나 파괴할 수 있는 궁극적인 힘을 항상 의식하고 있었기" 때문에 피곤했다. 대중의 시선 속에서 자신의 위치를 의식하고 있었던 시돈스는 "자신이 출연할 역할을 신중하게 선택하고 자신의 가정적인 이미지를 부지런히 가꾸었다".
그녀는 자신의 인기와 이미지를 도울 수 있는 역할만 선택했다. 무대에서 연기하는 캐릭터와 무대 밖에서의 자신의 모습을 교묘하게 모호하게 만들면서 시돈스는 자신의 모성 페르소나를 영국 여성의 묘사와 결합했다. 이를 통해 그녀는 당시 다른 여배우들이 겪었던 비난과 스캔들을 피할 수 있었다. 예를 들어, 시돈스는 희생적인 어머니인 이사벨라 역할을 이용하여 "무대 안팎에서 자신의 모성 역할이라는 측면에서 스타덤에 올랐다"고 표현했다.
이러한 가정적인 순간들을 대중적인 성공으로 이끌어내면서 시돈스는 그녀를 그토록 인기 있는 유명인이자 아이콘으로 만든 특성, 즉 "가족에 대한 헌신과 겸손하고 무대 뒤에서의 삶"을 재확인할 수 있었다. 시돈스의 무대 밖 역할은 평범한 아내와 어머니의 역할이었고, 이는 여성이 가족을 부양하기보다는 집에 머물러야 한다고 기대되던 시기에 매우 중요했다. 전반적으로, 그녀의 역할 선택과 신중하게 구성된 페르소나 덕분에 시돈스는 대중적인 스캔들 거의 없이 경력 전체를 보낼 수 있었다.

#### 연기력
연극 전기 작가 헨리 바턴 베이커는 다음과 같이 썼다: 
그녀가 관객에게 미치는 힘에 대한 놀라운 이야기가 전해진다. 매크레디는 그녀가 탬벌레인 대왕에서 아파시아 역을 연기할 때, 연인이 눈앞에서 목 졸려 죽는 것을 본 후 너무나 처참한 고통에 무대 위로 쓰러져 마치 정말 죽은 것 같아서 관객들은 그녀가 실제로 죽었다고 믿었고, 매니저의 확언만이 그들을 진정시킬 수 있었다고 전한다. 어느 날 밤 찰스 영은 그녀의 도박꾼의 미시즈 베벌리 역에 베벌리 역으로 출연했는데, 그 엄청난 장면에서 그녀의 애절함에 너무 압도되어 말을 할 수 없었다. 마지막까지 그녀는 위대한 자들의 경의를 받았으며, 심지어 웰링턴 공작도 그녀의 접견에 참석했고, 그녀의 집 앞에는 거의 하루 종일 마차가 늘어서 있었다.

1797년 5월 2일 밤, 조지 릴로의 《치명적인 호기심》에서 사라 시돈스의 아그네스 역은 살인을 "관객의 살갗을 오싹하게 만드는 표정"으로 제안했다. 관객 중에는 헨리 크랩 로빈슨이 있었는데, 그는 호흡이 곤란해졌다. 로빈슨은 히스테리 발작을 일으켜 극장에서 거의 쫓겨날 뻔했다. 이러한 '시돈스 열병'은 흔한 일이었고, 리처즈는 심지어 그것이 오락의 일부라고 제안했다: "여주인공이 무엇을 하든 관객이 소리 지르는 연극적 유행은 사라 시돈스에서 시작되었다. '시돈스 열병'은 '소금과 탄산암모늄 가격을 올렸다'고 하는데, 종종 실신, 히스테리, 육체적 발작을 즐거움의 일부로 포함했다."
시돈스는 가끔 연극을 대중 앞에서 낭독했는데, 스코틀랜드 시인이자 극작가인 조애나 베일리는 1813년에 여러 차례 있었던 공연에 대한 자신의 생각을 기록했다. 시돈스의 "자연스러운 감정이 허용하는 수준을 넘어서는 잦은 목소리 폭발"에 대한 유보적인 입장에도 불구하고, 베일리는 월터 스콧 경에게 "전반적으로 훌륭하고 강력한 연기였다. 그리고 그것이 사라지면 우리 세대는 다시는 그와 같은 것을 볼 수 없을 것이다"라고 썼다.

#### 비극의 뮤즈로서의 초상화

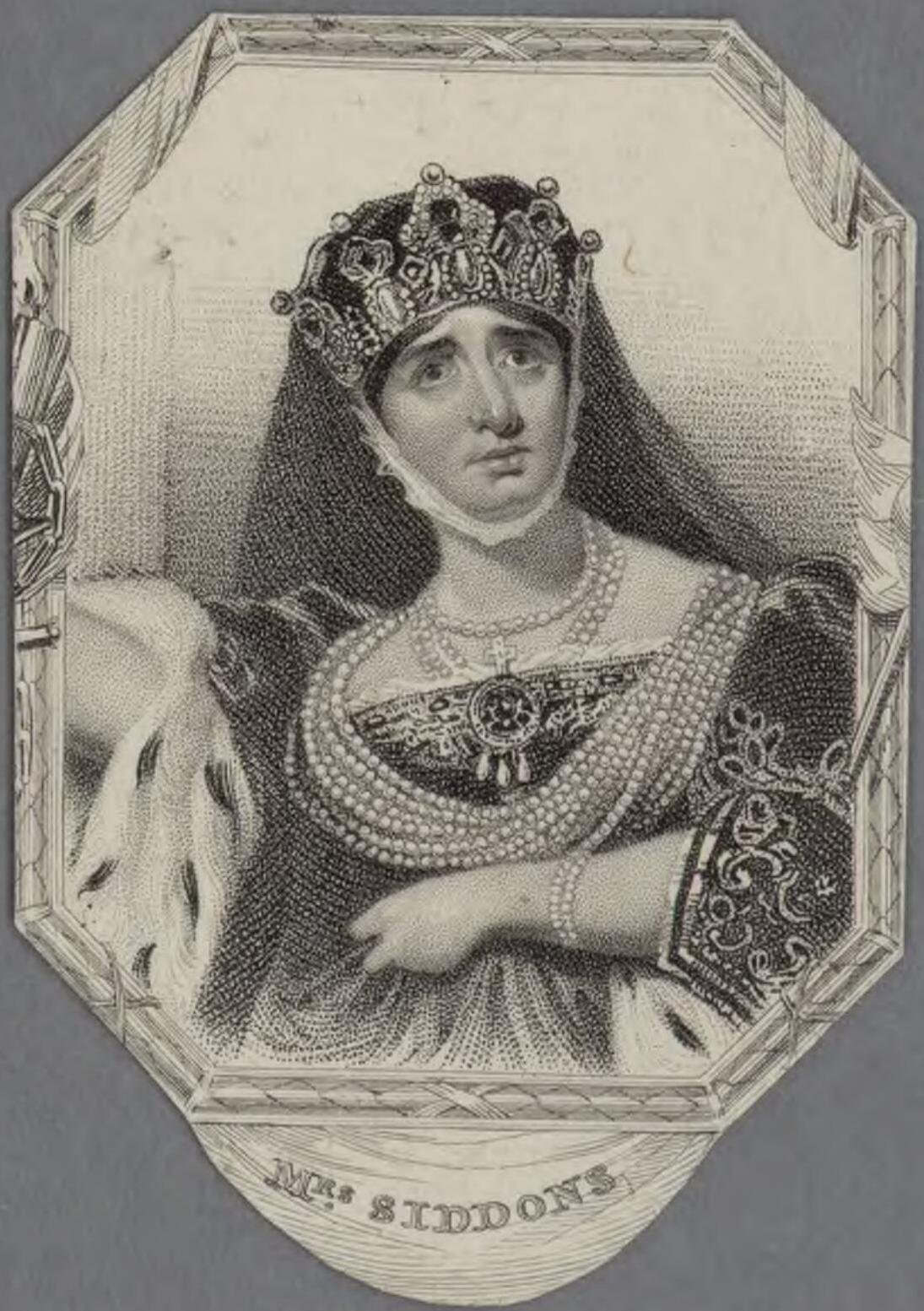
웨일스 국립도서관 소장, 작가 미상, 판화

1784년에 의뢰되어 완성된 조슈아 레이놀즈 경의 초상화 《비극의 뮤즈로서의 사라 시돈스 부인》은 레이놀즈의 영감, 뮤즈의 맥락화, 그리고 독특한 붓놀림과 물감 팔레트로 특징지어진다. 헤더 맥퍼슨이 쓴 것처럼, 이 초상화는 시돈스의 우울한 표정과 태도에 담긴 연기와 감정 표현에 대한 당시의 아이디어로 가득 찬, 비극의 알려진 묘사가 되었다. 메리 해밀턴이 약혼자에게 보낸 편지는 그것이 "예술가의 작업실에서 연극 무대로" 매끄럽게 전환되었음을 보여주는데, 이 실용적인 장소들은 18세기에 서로 맞물려 유명인이라는 개념 자체를 형성하는 데 큰 부분을 차지했다. 이 초상화에 대한 관심은 너무나 커서 윌리엄 스미스가 그림을 소장한 후 그의 집이 준 공공 갤러리로 변모할 정도였다.
윌리엄 해밀턴의 《시돈스 부인과 아들, 이사벨라의 비극》은 화가와 여배우 사이의 상호 이익 관계 덕분에 많은 인기를 얻었다. 해밀턴은 로열 아카데미에 전시하기 전에 그림을 150파운드에 팔았지만, 그림을 일주일 이상 그곳에 보관하고 적어도 세 개의 주요 신문에 광고를 실어 대중에게 관람을 초청했다. 한 동시대 전기 작가는 "마차가 화가의 집 문을 메웠고, 그 마차에서 내린 모든 멋진 숙녀들이 그림 앞에서 실제로 울지 않았더라도, 그들 모두는 최소한 감수성을 표현하기 위한 하얀 손수건을 준비하고 있었다"고 회상했다.

### 말년과 은퇴: 신체적 쇠퇴
캠벨의 전기에서 언급했듯이, 시돈스는 6년 후 다시 그 역할로 돌아왔고, 1802년에는 드루리 레인을 떠나 경쟁 극장인 코벤트 가든으로 갔다. 그곳에서 1812년 6월 29일, 그 시즌 57회 공연 후, 그녀는 아마도 연극 역사상 가장 특별한 고별 공연으로 평가되는 공연을 가졌다. 관객들은 몽유병 장면이 끝난 후 맥베스가 계속되는 것을 허락하지 않았다. 결국, 피트로부터 거센 박수갈채가 쏟아진 후, 막이 다시 열렸고 시돈스는 자신의 옷과 캐릭터 그대로 앉아 있는 모습이 발견되었다. 그 후 그녀는 관객들에게 감동적인 고별 연설을 했다. 일부 기록에 따르면 그녀의 고별 연설은 8분 동안 지속되었고, 다른 기록에 따르면 10분 동안 지속되었는데, 모두 그녀가 눈에 띄게 비통해하고 있음을 나타냈다.
시돈스는 1812년에 공식적으로 무대에서 은퇴했지만 특별한 경우에는 다시 출연했다. 웨일스 공녀 샬럿 (1796년)이 맥베스 부인 역을 보고 싶다는 1816년 요청으로 시돈스는 은퇴를 번복했다. 훨씬 나이가 든 시돈스는 눈에 띄게 약해졌고, 과체중이었으며, 어떤 이들에게는 "과거 자신의 기괴한 형상"으로 여겨졌다. 윌리엄 해즐릿은 그의 후기 기록에서 그녀의 공연이 1785년에 보여주었던 웅장함이 부족했다고 언급했다: "그녀의 목소리 기계는 느리고, 각 문장 사이에 너무 긴 휴지가 있었으며, 잠자는 장면은 더 공들였지만 덜 자연스러웠다." 결과적으로, 리사 프리먼에 따르면, 시돈스의 "상징적인 지위는 그녀가 가꾸었던 진정성의 미학Aesthetic과 충돌하게 되었다." 그녀의 마지막 출연은 1819년 6월 9일 존 홈의 연극 《더글라스》에서 레이디 랜돌프 역이었다.

### 결혼과 자녀
1773년 18세의 나이에 그녀는 배우 윌리엄 시돈스와 결혼했다. 30년 후, 결혼 생활은 위태로워졌고 1804년 별거로 비공식적으로 끝났다.:29 윌리엄은 1808년에 사망했다.

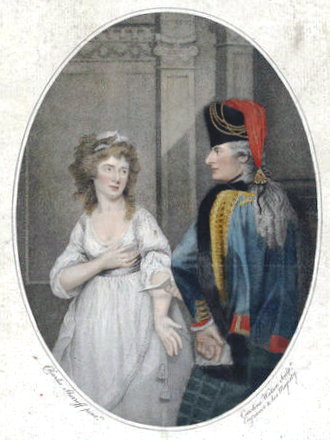
1785년 찰스 시어리프의 시돈스와 존 필립 켐블의 미니어처 판화.

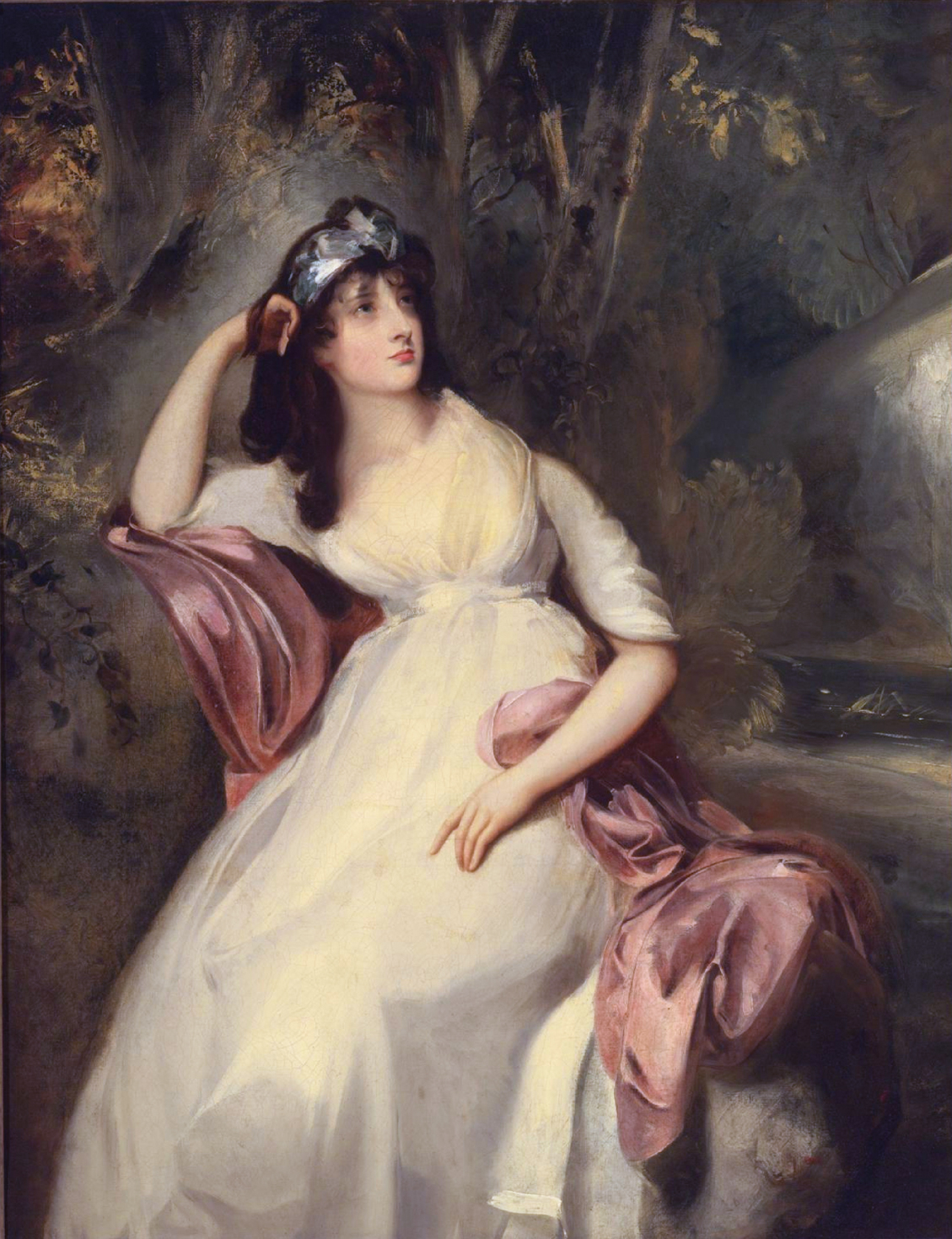
로렌스는 사라 시돈스의 딸 샐리를 사랑했다. 토머스 로렌스 작, 18세기.

사라 시돈스는 7명의 자녀를 낳았고, 그 중 5명을 먼저 떠나보냈다:
- 헨리 시돈스 (1774–1815), 에든버러의 배우 겸 극장 지배인
- 사라 마사 (샐리) 시돈스 (1775–1803)
- 마리아 시돈스 (1779–1798)
- 프랜시스 에밀리아 시돈스 (1781년생), 유아기에 사망
- 엘리자베스 앤 시돈스 (1782–1788), 어린 시절 사망
- 조지 존 시돈스 (1785–1848), 인도 국세청 관리
- 세실리아 시돈스 (1794–1868), 1833년 조지 콤베와 결혼하여 에든버러에서 거주

시돈스는 눈에 띄게 임신한 상태에서도 정기적으로 무대에서 공연했는데, 이는 종종 그녀의 캐릭터에 대한 동정을 불러일으켰다. 맥베스 부인 역에서 그녀의 임신은 "여배우와 캐릭터 모두의 가정 생활을 더욱 상기시키며" 그녀의 묘사에 모성적인 측면을 더했을 뿐만 아니라 "부부가 불임으로 인식될 경우 존재하지 않는 새로운 긴장감을 극에 불어넣었다."
그녀의 후손으로는 코비 신사 바지 프레스를 발명한 존 시돈스 코비와 그의 자녀들인 피터 코비 (현대 바지 프레스의 발명가)와 제인 비든 (사교계 명사 겸 여배우)이 있다.

## 유산

### 사망과 매장
사라 시돈스는 1831년 런던에서 사망했다. 그녀는 패딩턴 그린의 성모 마리아 묘지에 안장되었다. 그 교회 묘지는 1881년에 공원(성모 마리아 정원)으로 바뀌었고, 그 당시 대부분의 비석들은 제거되었다. 시돈스의 묘비는 몇 안 되는 보존된 비석 중 하나로, 일부 침식과 보호 케이지의 현대적인 추가에도 불구하고 연철 캐노피 아래에서 좋은 상태를 유지하고 있다.
5천 명이 그녀의 장례식에 참석했다. 신문들은 그녀의 죽음을 애도하며 긴 부고를 실었다. 한 신문은 다음과 같이 썼다: "이 여성은 그리 멀지 않은 시기에는 정신적 재능의 화려함으로, 또 자신의 인격과 태도의 우뚝 솟은 위엄으로도 그 못지않게 유명했는데, 수요일 오전 9시에 위대한 자연의 빚을 갚았다." 그녀는 여신, 왕족, 위엄 있는 존재로 묘사되었다. 그녀의 명성은 오늘날까지 이어지고 있다.

### 대중 문화에서
시돈스가 1796년 연극 《런던 상인》에서 밀우드라는 매춘부 역을 연기한 것이 토머스 스키너 서의 소설 《조지 바넘웰》에 영감을 주었다.
미국 감독 조지프 L. 맹키위츠는 1950년 아카데미 작품상을 수상한 영화 《이브의 모든 것》에서 1784년 레이놀즈의 초상화를 광범위하게 사용했다. 이 초상화는 마고 채닝의 아파트 입구 계단 꼭대기에 걸려 파티 장면 내내 나타나고, 장면이 끝나는 클로즈업으로 강조된다. 맹키위츠는 또한 영화를 위해 (당시에는) 가상의 사라 시돈스 협회를 만들었으며, 레이놀즈의 그림을 모델로 한 작은 조각상으로 된 상도 만들었다. 영화는 조각상의 클로즈업으로 시작하여 한 인물이 그것을 들고 있는 장면으로 끝난다.
영화에서 마고 채닝 역을 맡은 배우 베티 데이비스는 페이전트 오브 더 마스터스의 일환으로 연출된 1957년 레이놀즈 초상화 재현에서 시돈스 역으로 포즈를 취했다.
2010년 4월, BBC 라디오 4의 Woman's Hour Drama는 시돈스와 예술가 토머스 로렌스의 오랜 관계에 대한 데이비드 포널의 라디오 드라마 《사라 시돈스: 5회 앉음의 삶》을 15분짜리 5부작으로 방영했고, 그녀는 에이프릴 드 안젤리스의 2024년 연극 《디바인 미시즈 S.》의 중심 인물이다.

### 사라 시돈스 상
영화 《이브의 모든 것》이 1950년에 개봉되었을 때, 그 시작 장면에서 묘사된 "사라 시돈스 우수 공헌상"은 순전히 가상의 상이었다. 그러나 1952년에 시카고의 소수 저명한 연극 팬들이 사라 시돈스 협회를 결성하고, 그 이름으로 실제 상을 수여하기 시작했다. 현재 권위 있는 사라 시돈스 상은 매년 시카고에서 시상되며, 영화에서 수여된 시돈스 조각상을 모델로 한 트로피가 주어진다. 역대 수상자로는 《이브의 모든 것》 출연진이었던 베티 데이비스와 설레스트 홈이 있다.

### 초상화와 조각상

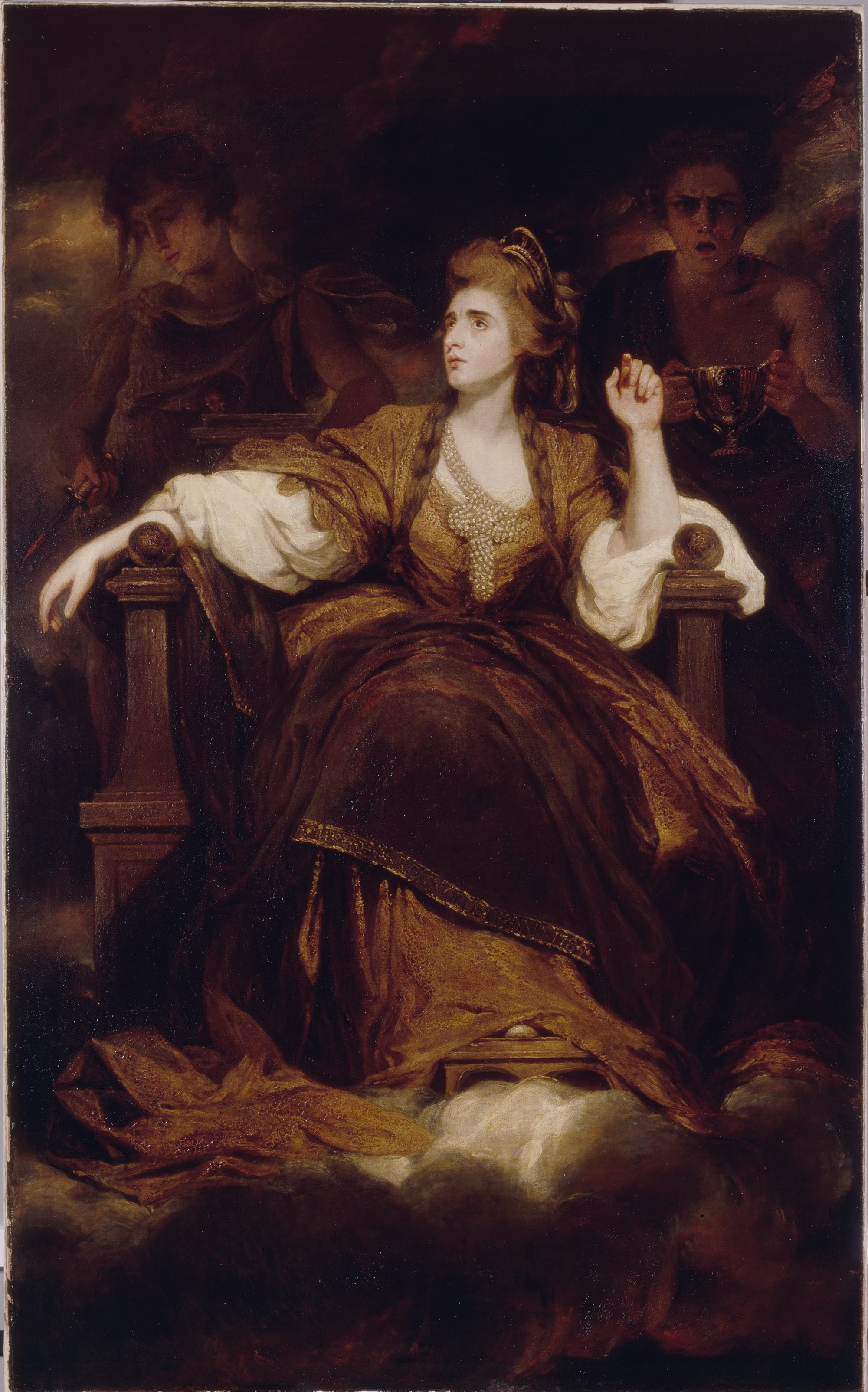
조슈아 레이놀즈의 《비극의 뮤즈로서의 시돈스 부인》

시돈스는 수많은 화가들의 모델이 되었으며, 그녀의 초상화 중에는 연극 의상을 입고 연기하는 모습을 묘사한 작품이 많다.
- 토머스 로렌스 경은 1782년 바스에서 시돈스를 처음 그렸고,[49] 이후 22년 동안 그녀의 초상화를 최소 14점 제작했다.[50] 이 중 마지막 작품인 1804년 전신 초상화는 테이트 브리튼에 전시되어 있다.[49]
- 조슈아 레이놀즈 경은 1784년에 그의 유명한 초상화 《비극의 뮤즈로서의 시돈스 부인》을 그렸다. 그는 그녀에게 "당신의 옷자락에 의지하여 후세에 남겨질 결심을 했기 때문"에 그녀의 드레스 밑단에 서명했다고 말했다. 현재 이 작품은 샌마리노의 헌팅턴 도서관에 걸려 있다.
- 토머스 게인즈버러의 1785년 초상화는 런던의 내셔널 갤러리에 전시되어 있다.
- 시돈스의 초상화는 시돈스 묘지(현재 성모 마리아 정원) 근처의 패딩턴 그린의 성모 마리아 교회 교회 회관에 전시되어 있다.[42]
- 또한 패딩턴 그린에는 사라 시돈스 상이 해로 로드를 내려다보고 있다. 레옹 조제프 샤발리오가 디자인한 이 상은 1897년 헨리 어빙에 의해 공개되었다.
- 조각가 토머스 캠벨이 제작한 시돈스 상은 웨스트민스터 사원의 성 앤드류 예배당에 서 있다. 이 상은 두루마리를 들고 있으며, 비문에는 "사라 시돈스. 1755년 7월 5일 브레콘에서 태어나다. 1831년 6월 8일 런던에서 사망하다."라고 적혀 있다.[51]
- 제임스 스미스가 1813년에 제작한 흉상은 드루리 레인 극장의 그린 룸에 놓였고, 동시대 광고는 이를 "생전의 모습을 본뜬" 유일한 흉상으로 묘사했다.[52]

### 기타 기념물
- 아일랜드 코크 항 근처 로스텔란의 물가에  1777c.년에 세워진 기이한 건축물인 시돈스 타워는 머로우 오브라이언, 인치퀸 남작이 시돈스를 로스텔란 하우스에 초대하여 그녀를 기리기 위해 명명되었다.[53]
- 시돈스 레인(Siddons Lane)은 그녀가 한때 살았던 집 근처 매릴번의 작은 거리로 그녀의 이름을 따서 명명되었다.[54]
- 시돈스의 출생지인 웨일스 브레콘의 여관은 현재 사라 시돈스 인(The Sarah Siddons Inn)으로 알려져 있다. 1755년 시돈스가 위층 하숙집에서 태어났을 때, 그곳은 숄더 오브 머튼(The Shoulder of Mutton)이라는 태번이었다.[55]
- 글로스터셔주 로워 리드브룩에 있는 사라 시돈스의 집 (올드 하우스)은 그녀의 어린 시절 집으로 알려져 있다.[56]

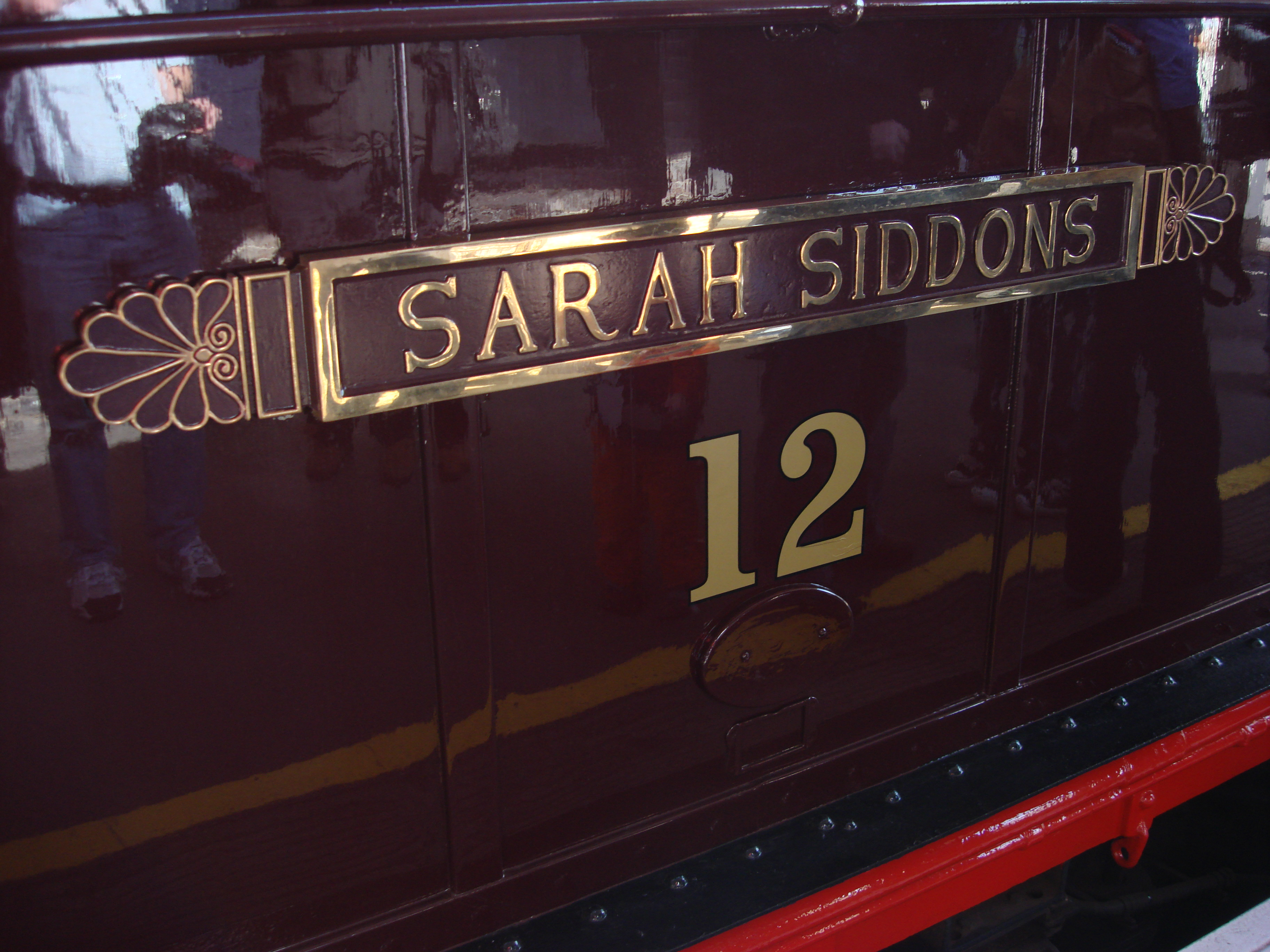
메트로폴리탄 철도 전기 기관차 사라 시돈스

- 메트로폴리탄 철도 전기 기관차 사라 시돈스  1923년, 런던의 메트로폴리탄 철도는 사라 시돈스라는 이름의 12호 전기 기관차를 운행하기 시작했다. 이 기관차는 런던 지하철 메트로폴리탄선에서 다른 유사한 기관차들과 함께 1961년까지 운행되었다. 진홍색으로 도색된 이 기관차는 현재 원본 20대 기관차 중 유일하게 작동 가능한 상태로 보존되어 있다.[57]
- 1961년 패딩턴 노스 워프 로드에 사라 시돈스 종합학교(이후 사라 시돈스 여자학교)가 개교했다. 이듬해 배우 페기 애시크로프트 여사에 의해 공식적으로 개교했다.[58] 이 여학교에서는 유명한 영국 여성들의 이름을 딴 반들을 통해 여성의 업적을 기렸다. 1980년에 노스 웨스트민스터 커뮤니티 스쿨의 일부가 되었고, 2006년에 폐교된 후 부지는 주거 개발을 위해 매각되었다. 2019년에는 '사라 시돈스 종합학교 기억하기' 페이스북 그룹의 회원 수가 540명 이상이었다.[59]
- 2020년, 그녀의 첫 전문 공연 장소인 워체스터에 기념 명판이 공개되었다.[60]

## 같이 보기
- 켐블가

## 더 읽어보기
- Pascoe, Judith (2011). 《The Sarah Siddons Audio Files: Romanticism and the Lost Voice》. Ann Arbor: University of Michigan Press. ISBN 978-0-472-02795-8.
- Robinson, Terry F. (2012). 〈Sarah Siddons〉.   Burwick, Frederick; Goslee, Nancy Moore; Hoeveler, Diane Long. 《The Encyclopedia of Romantic Literature》. Malden, MA: Wiley-Blackwell. 1252–1261쪽. ISBN 978-1-4051-8810-4.
- Seewald, Jan (2007). 《Theatrical Sculpture: Skulptierte Bildnisse berühmter englischer Schauspieler (1750–1850), insbesondere David Garrick und Sarah Siddons》 (독일어). München: Herbert Utz Verlag. ISBN 978-3-8316-0671-9.
- 공연에 대한 열정: 사라 시돈스와 그녀의 초상화가들; 로빈 애슬레슨, 셸리 베넷, 마크 레너드, 시어러 웨스트의 에세이 (게티, 1999)